# Associazione Sportiva Edera 1953 (hockey su pista)
Questa voce raccoglie le informazioni riguardanti l'Associazione Sportiva Edera nelle competizioni ufficiali della stagione 1953.

## Divise
| 1ª divisa |